# Tomball
Tomball város az USA Texas államában, Harris megyében. Lakosainak száma 12 341 fő (2020. április 1.).

## Népesség
A település népességének változása:

| 2010 | 10 753 |
| 2020 | 12 341 |